# رسول أمين
رسول أمين هو سياسي أفغاني، ولد في 10 مايو 1939 في أفغانستان، وتوفي في 31 أكتوبر 2009 في ملبورن في أستراليا. حزبياً، نشط في الجبهة الإسلامية الوطنية في أفغانستان.